# كيلي ماكدويل
كيلي ماكدويل (بالإنجليزية: Kelly McDowell)‏ هو محامي أمريكي، ولد في 18 نوفمبر 1952 في شيكاغو في الولايات المتحدة، وتوفي في 11 سبتمبر 2017 في غيغ هاربور في الولايات المتحدة.